# Дипломатическая изоляция России в связи с вторжением на Украину
В ответ на вооружённую агрессию против Украины мировое сообщество подвергло Россию дипломатической изоляции. Также, в ряде случаев, аналогичным ограничением была подвергнута Белоруссия, как сообщник.

## Рекция международного сообщества на вторжение
Подавляющее большинство государств мира осудило действия России и призвало её вывести свои войска с территории Украины. Страны Запада вступили в дипломатическую конфронтацию с Россией и ввели беспрецидентные санкции против неё. Государства глобального Юга в целом поддержали тезис о территориальной целостности и независимости Украины, отказавшись признавать аннексию не только Донецкой, Запорожской, Луганской и Херсонской областей в 2022 году и Крыма в 2014 году.
В ходе чрезвычайной специальной сессии Генассамблеи ООН 2 марта 2022 года 141 страна поддержала резолюцию ES-11/1 «Агрессия против Украины», которая осудила российское вторжение. В дальнейшем поддержку абсолютного большинства стран — членов ООН получили резолюция ES-11/2 от 24 марта 2022 года с требованием немедленного прекращения военных действий против Украины (140 стран), резолюция ES-11/4 от 12 октября о защите территориальной целостности Украины (143 страны). 26 апреля 2023 года при поддержке 122 стран была принята резолюция А/77/L.65, в которой Россия была названа страной-агрессором. В числе прочих за неё проголосовали страны, которые Россия считает «дружественными» — Китай, Индия, Турция, Бразилия и почти все постсоветские государства (всего 122 страны).
В ответ на вторжение Россия была исключена из числа участников целого ряда международных форумов, а также подвергнута дипломатическому бойкоту со стороны ряда международных организаций и государств. Кроме того, произошёл кризис в международных платформах, организованных непосредственно Россией — их покинул ряд участников.

Государства — участники МУС — они обязаны арестовать Владимира Путина по выданому ордеру

В связи с действиями российского правительтва на Украине ряд государств и международных организаций признал Россию террористическим государством, а Международным уголовным судом был выдан ордер на арест президента России Владимира Путина. В 2024 году Парламентская ассамблея Совета Европы отказалась признавать Владимира Путина легитимным президентом Российской Федерации и призвала страны, входящие в Совет Европы, а также в Европейский союз, прекратить с ним любые контакты. Европейский парламент осудил «нелегитимные президентские выборы» в России и на оккупированных Россией территориях Украины и призвал государства — члены ЕС ограничить отношения с Путиным вопросами, необходимыми для регионального мира, а также гуманитарными и правозащитными целями, например обменом пленными, возвращением детей, депортированных из Украины, или призывами к освобождению политических заключенных. Украина заявила, что «не видит правовых оснований» для признания Владдимира Путина «демократически избранным и легитимным президентом Российской Федерации», а Германия не признала законными выборы президента России и официально перестала называть Владимира Путина президентом РФ. Ряд государтв, включая 21 члена Европейского союза, не прислал своих представителей на инаугурацию Владимира Путина в 2024 году. Из них США, Латвия, Германия, Эстония, Польша, Чехия, Великобритания, Канада и Армения заявили об отказе публично.
После вторжения Украина признала Чеченскую Республику Ичкерия территорией, временно оккупированной Российской Федерацией, а южные Курильские острова — неотъемлемой частью суверенной территории  Японии, оккупированной Российской Федерацией. Польша и Литва в своих официальных документах переименовали Калининград в Крулевец, Латвия — в Караляучи, Эстония — в Кёнигсберг.

## Изоляция на уровне международных организаций
Из-за войны на Украине мировое сообщество исключило Россию из числа участников целого ряда международных форумов. Некоторые международные организации приняли решение приостановить свое сотрудничество с Россией. Среди них:
| Название организации | Действие | Источник        |
| --- | --- | --------------- |
| Потеря либо приостановка членства                                                                                       | |                 |
| Макрорегиональные организации                                                                                           | |                 |
| Дунайская комиссия | Приостановка членства — 15.06.2022 Исключение — 01.03.2024 | [ 16 ] [ 17 ]   |
| Организация американских государств                                                                                     | Приостановка статуса постоянного наблюдателя | [ 18 ]          |
| Совет Баренцева/Евроарктического региона                                                                                | Приостановка деятельности, связанной с Россией — 04.03.2022 Выход — 18.09.2023 | [ 19 ] [ 20 ]   |
| Совет государств Балтийского моря                                                                                       | Россия — исключение; Белоруссия — лишение статуса наблюдателя | [ 21 ]          |
| Совет Европы | Приостановка членства — 25.02.2022 Исключение — 16.03.2022 | [ 22 ] [ 23 ]   |
| Центральноевропейская инициатива                                                                                        | Приостановка членства Белоруссии | [ 24 ]          |
| Культура, спорт и СМИ                                                                                                   | |                 |
| Группа Bizot | Исключение | [ 25 ]          |
| Европейская аудиовизуальная обсерватория                                                                                | Исключение | [ 26 ]          |
| Европейский вещательный союз                                                                                            | Исключение | [ 27 ]          |
| Европейский фонд поддержки совместного кинопроизводства и проката кинематографических и аудиовизуальных работ «Евримаж» | Исключение | [ 26 ]          |
| Европейская федерация киберспорта                                                                                       | Приостановка членства | [ 28 ]          |
| Исполнительный совет ЮНЕСКО                                                                                             | Исключение | [ 29 ]          |
| Международная авиационная федерация                                                                                     | Отстранение от членства России и Белоруссии | [ 30 ]          |
| Международная федерация бобслея и скелетона                                                                             | Приостановка членства | [ 31 ]          |
| Международная федерация журналистов                                                                                     | Исключение | [ 32 ]          |
| Международная федерация киберспорта                                                                                     | Приостановка членства | [ 33 ]          |
| Международная федерация спортивного ориентирования                                                                      | Приостановка членства | [ 34 ]          |
| Международная федерация тенниса                                                                                         | Приостановка деятельности России и Белоруссии | [ 35 ]          |
| Международная шахматная федерация                                                                                       | Отстранение | [ 36 ]          |
| Международный олимпийский комитет                                                                                       | Отстранение | [ 37 ]          |
| Международный паралимпийский комитет                                                                                    | Приостановка членства России и Белоруссии | [ 38 ]          |
| Международный союз биатлонистов                                                                                         | Приостановка членства России и Белоруссии | [ 39 ]          |
| Расширенное частичное соглашение о культурных маршрутах                                                                 | Исключение | [ 26 ]          |
| Регби Европы | Отстранение от членства России и Белоруссии | [ 40 ]          |
| Общество инженеров кино и телевидения                                                                                   | Приостановка деятельности | [ 41 ]          |
| World Rugby | Приостановка членства | [ 35 ]          |
| Транспорт и логистика                                                                                                   | |                 |
| Авиационный альянс «Oneworld»                                                                                           | Приостановка членства | [ 42 ]          |
| Авиационный альянс «SkyTeam»                                                                                            | Приостановка членства | [ 43 ]          |
| Ассоциация европейских государственных почтовых операторов «PostEurop»                                                  | Приостановка членства России и Белоруссии — 02.07.2022 Исключение России и Белоруссии — 24.10.2024 | [ 44 ] [ 45 ]   |
| Всемирная туристская организация                                                                                        | Исключение | [ 46 ]          |
| Европейская конференция администраций почтовых служб и служб связи                                                      | Исключение России и Белоруссии | [ 47 ]          |
| Международная ассоциация классификационных обществ                                                                      | Исключение | [ 48 ]          |
| Международный союз железных дорог                                                                                       | Исключение России и Белоруссии | [ 49 ]          |
| Парижский меморандум | Приостановка членства | [ 50 ]          |
| Руководящий совет Международной организации гражданской авиации                                                         | Не переизбрана | [ 51 ]          |
| Совет Международной морской организации                                                                                 | Не переизбрана | [ 51 ]          |
| Наука, образование и технологии                                                                                         | |                 |
| Ассоциация университетов Европы                                                                                         | Приостановка членства | [ 52 ]          |
| Всеевропейская федерация академий наук All European Academies (ALLEA)                                                   | Приостановка членства России и Белоруссии | [ 53 ]          |
| Глобальная сеть передового управления                                                                                   | Исключение | [ 54 ]          |
| Европейская ассоциация урологии                                                                                         | Приостановка членства России и Белоруссии | [ 55 ]          |
| Европейская организация по ядерным исследованиям (ЦЕРН)                                                                 | Приостановка статуса государства-наблюдателя | [ 15 ]          |
| Европейская федерация психологических ассоциаций                                                                        | Исключение | [ 56 ]          |
| Европейское общество гинекологической онкологии                                                                         | Приостановка институциональной аккредитации России и Белоруссии | [ 57 ]          |
| Европейское пространство высшего образования (Болонский процесс)                                                        | Исключение России и Белоруссии | [ 58 ]          |
| Европейское физическое общество                                                                                         | Приостановка сотрудничества | [ 59 ]          |
| Коимбрская группа | Приостановка членства | [ 60 ]          |
| Международные программы Европейского союза «Горизонт 2020», «Горизонт Европа», «Эразмус+» и программы Евроатома         | Исключение | [ 61 ]          |
| Международный альянс разработчиков оборудования для телекоммуникаций «Open RAN»                                         | Исключение | [ 62 ]          |
| Международный географический союз                                                                                       | Приостановка членства | [ 63 ]          |
| Международный совет архивов                                                                                             | Исключение России и Белоруссии | [ 64 ]          |
| Международный совет по исследованию морей                                                                               | Исключение | [ 65 ]          |
| Международный союз спелеологии                                                                                          | Исключение до окончания войны | [ 66 ]          |
| Обсерватория преподавания истории в Европе                                                                              | Исключение | [ 26 ]          |
| Совет европейских национальных реестров доменов верхнего уровня                                                         | Приостановка членства | [ 67 ]          |
| Федерация ветеринаров Европы                                                                                            | Приостановка статуса наблюдателя | [ 68 ]          |
| Федерация европейских биохимических обществ                                                                             | Временная приостановка членства России и Белоруссии | [ 69 ]          |
| Форум групп реагирования на инциденты и обеспечения безопасности                                                        | Временная приостановка членства России и Белоруссии | [ 70 ]          |
| CESAER | Приостановка членства | [ 60 ]          |
| Cumulus Association | Приостановка членства | [ 71 ]          |
| EUREKA | Выход | [ 72 ]          |
| «EuroGeographics» | Приостановка членства России и Белоруссии | [ 73 ]          |
| Закон и право | |                 |
| Азиатско-Тихоокеанская группа по борьбе с отмыванием денег                                                              | Лишение статуса наблюдателя | [ 74 ]          |
| Ассоциация средиземноморских омбудсменов                                                                                | Отстранение | [ 75 ]          |
| Венецианская комиссия                                                                                                   | Исключение | [ 26 ]          |
| Глобальный альянс национальных правозащитных учреждений                                                                 | Приостановка акредитации | [ 76 ]          |
| Группа государств по борьбе с коррупцией                                                                                | Исключение | [ 26 ]          |
| Группа Помпиду | Исключение | [ 26 ]          |
| Группа разработки финансовых мер борьбы с отмыванием денег                                                              | Приостановка членства | [ 77 ]          |
| Группа «Эгмонт» | Приостановка членства | [ 78 ]          |
| Европейская сеть национальных институций по правам человека                                                             | Исключение | [ 79 ]          |
| Исполнительный совет Организации по запрету химического оружия                                                          | Не переизбрана | [ 51 ]          |
| Конвенция о защите прав человека и основных свобод                                                                      | Исключение | [ 26 ]          |
| Конференция европейских конституционных судов                                                                           | Исключение | [ 80 ]          |
| Международная ассоциация прокуроров                                                                                     | Выход | [ 81 ] [ 82 ]   |
| Международный институт омбудсменов                                                                                      | Прекращение полномочий и членства | [ 83 ]          |
| Международный союз нотариусов                                                                                           | Приостановка членства России и Белоруссии | [ 84 ]          |
| Парламентская ассамблея ОБСЕ                                                                                            | Приостановка участия | [ 85 ]          |
| Рамочная конвенция о защите национальных меньшинств                                                                     | Выход | [ 86 ]          |
| Совет ООН по правам человека                                                                                            | Исключение | [ 51 ]          |
| Совет учредителей Женевского центра политики безопасности                                                               | Исключение | [ 87 ]          |
| Экономика и энергетика                                                                                                  | |                 |
| Агентство по ядерной энергии при ОЭСР и другие органы ОЭСР                                                              | Приостановка участия | [ 23 ] [ 88 ]   |
| Ассоциация европейских центральных депозитариев                                                                         | Прекращение ассоциированного членства | [ 89 ]          |
| Ассоциация европейских энергетических бирж                                                                              | Исключение | [ 90 ]          |
| Ассоциация по вопросам применения требований европейских эксплуатирующих организаций к АЭС с легководными реакторами    | Приостановка членства | [ 91 ]          |
| Банк международных расчётов                                                                                             | Приостановка членства | [ 23 ]          |
| Бернский союз | Приостановка членства России и Белоруссии | [ 92 ]          |
| Всемирная федерация бирж                                                                                                | Исключение | [ 93 ]          |
| Европейская ассоциация клиринговых палат                                                                                | Приостановка членства | [ 94 ]          |
| Европейская организация налоговых администраций                                                                         | Прекращение членства России и Белоруссии | [ 95 ]          |
| Европейская федерация участников рынка лизинга «Leaseurope»                                                             | Исключение | [ 96 ]          |
| Европейское страхование                                                                                                 | Прекращение членства | [ 97 ]          |
| Координирующая группа развитых стран в рамках Всемирной торговой организации                                            | Исключение | [ 15 ]          |
| Международная ассоциация национальных агентств по нумерации                                                             | Приостановка членства России и Белоруссии | [ 98 ]          |
| Международная ассоциация рынков капитала                                                                                | Приостановка членства | [ 99 ]          |
| Международная федерация кровельщиков                                                                                    | Исключение | [ 100 ]         |
| Международный газовый союз                                                                                              | Приостановка участия | [ 101 ]         |
| Общая морская программа для Черного моря                                                                                | Прекращение членства | [ 102 ]         |
| Ответственный ювелирный совет                                                                                           | Приостановка членства | [ 103 ]         |
| Совет бюро Международной системы обеспечения «Зелёных карт»                                                             | Приостановка членства России и Белоруссии | [ 104 ]         |
| Федерация европейских ассоциаций управления рисками                                                                     | Приостановка членства | [ 105 ]         |
| Экономический и Социальный Совет ООН                                                                                    | Не переизбрана | [ 106 ]         |
| Энергетическая хартия                                                                                                   | Лишение статуса наблюдателей России и Белоруссии | [ 107 ]         |
| Местное самоуправление                                                                                                  | |                 |
| Ассамблея европейских регионов                                                                                          | Отстранение | [ 108 ]         |
| Ганзейский союз Нового времени                                                                                          | Приостановка членства | [ 109 ]         |
| Союз балтийских городов                                                                                                 | Исключение | [ 110 ]         |
| Партийные интернационалы                                                                                                | |                 |
| Социалистический интернационал                                                                                          | Исключение | [ 111 ]         |
| Гуманитарные организации и др.                                                                                          | |                 |
| Группа сотрудничества по предотвращению, защите и организации помощи в случае крупных природных и техногенных катастроф | Исключение | [ 26 ]          |
| «Детские деревни — SOS»                                                                                                 | Приостановка членства | [ 112 ]         |
| Международная ассоциация пожарных и спасательных служб                                                                  | Приостановка участия России и Белоруссии | [ 113 ]         |
| Международная федерация обществ Красного Креста и Красного Полумесяца                                                   | Приостановка членства Белоруссии | [ 114 ]         |
| Приостановка всей совместной деятельности                                                                               | |                 |
| Макрорегиональные организации                                                                                           | |                 |
| Арктический совет | Приостановка сотрудничества с Россией в рамках организации всеми членами | [ 21 ]          |
| Совет министров Северных стран                                                                                          | Прекращение всей совместной деятельности | [ 21 ]          |
| Культура, спорт и СМИ                                                                                                   | |                 |
| Ассоциация замков и музеев Балтийского моря                                                                             | Прекращение сотрудничества и любой работы над каталогом на русском языке | [ 115 ]         |
| Транспорт и логистика                                                                                                   | |                 |
| Европейское агентство авиационной безопасности                                                                          | Приостановка действия всех сертификатов и рассмотрения заявок на сертификацию, а также остановка лицензий, связанных с Россией | [ 116 ] [ 117 ] |
| Международный транспортный форум                                                                                        | Прекращение сотрудничества c Россией и Белоруссией, за исключением участия в закрытом заседании Совета министров транспорта в рамках Ежегодного саммита МТФ | [ 118 ]         |
| Наука, образование и технологии                                                                                         | |                 |
| Ассоциация выпускников бизнес-школ                                                                                      | Приостановка деятельности по членству и аккредитации | [ 119 ]         |
| Ассоциация по развитию университетских бизнес-школ                                                                      | Приостановка деятельности по членству и аккредитации | [ 119 ]         |
| Глобальная сеть бизнес-школ, компаний и ассоциаций, занимающихся развитием менеджмента                                  | Приостановка деятельности по членству и аккредитации | [ 119 ]         |
| Европейская ассоциация гарантии качества в высшем образовании (ENQA)                                                    | Приостановка деятельности по членству и аккредитации | [ 120 ]         |
| Европейская ассоциация по изучению печени                                                                               | Прекращение сотрудничества | [ 121 ]         |
| Европейское космическое агентство                                                                                       | Сворачивание всего сотрудничества | [ 122 ]         |
| Европейское общество кардиологов                                                                                        | Заморозка всех контактов и исключение россиян из деятельности | [ 121 ]         |
| Европейская организация спутниковой метеорологии                                                                        | Приостановка действия лицензий российских пользователей и соглашения о сотрудничестве | [ 123 ]         |
| Европейская сеть организаций технической поддержки                                                                      | Прекращение сотрудничества | [ 124 ]         |
| Международная сеть онкологов OncoAlert                                                                                  | Прекращение любого сотрудничества | [ 125 ]         |
| AMBA | Приостановка деятельности по членству и аккредитации | [ 119 ]         |
| Закон и право | |                 |
| Международная организация труда                                                                                         | Приостановка сотрудничества и помощи, за исключением гуманитарной помощи | [ 15 ]          |
| Экономика и энергетика                                                                                                  | |                 |
| Азиатский банк инфраструктурных инвестиций                                                                              | Остановка деятельности в России и Белоруссии | [ 126 ]         |
| Всемирный экономический форум                                                                                           | Заморозка всех отношений | [ 127 ]         |
| Группа Всемирного банка                                                                                                 | Прекращение всех программ в России и Беларуси | [ 128 ]         |
| Европейский банк реконструкции и развития                                                                               | Приостановка доступа к финансам и экспертизе | [ 129 ]         |
| Организация экономического сотрудничества и развития                                                                    | Окончательно отказала России в членстве | [ 130 ]         |
| Гуманитарные организации и др.                                                                                          | |                 |
| Хельсинкская комиссия                                                                                                   | Приостановка всех официальных заседаний органов и встреч проектных групп с участием России | [ 131 ]         |
| Частичная приостановка совместной деятельности                                                                          | |                 |
| Макро-региональные организации                                                                                          | |                 |
| Парламентская ассамблея Организации черноморского экономического сотрудничества                                         | Отказ утверждать мандаты новых членов российской делегации | [ 132 ] [ 133 ] |
| Транспорт и логистика                                                                                                   | |                 |
| Международная ассоциация воздушного транспорта                                                                          | Исключение из своего совета управляющих генерального директора «Аэрофлота» Михаила Полубояринова | [ 134 ]         |
| Культура, спорт и СМИ                                                                                                   | |                 |
| Всемирная федерация международных музыкальных конкурсов                                                                 | Исключение Международного конкурса имени П. И. Чайковского | [ 135 ]         |
| Международная федерация ассоциаций кинопродюсеров                                                                       | Приостановка аккредитации Московского международного кинофестиваля и Международного кинофестиваля «Послание к человеку» | [ 136 ]         |
| Наука, образование и технологии                                                                                         | |                 |
| Европейская ассоциация научных редакторов                                                                               | Прекращение индивидуального членства специалистов из России | [ 121 ]         |
| Европейский рентгеновский лазер на свободных электронах                                                                 | Совместные проекты с Россией были отменены, но в соответствии с обязательствами по международным договорам российских представителей продолжили приглашать на заседания комитетов. Также Россия продолжила платить взносы, а сотрудники с гражданством РФ, подавшие индивидуальные заявки и прошедшие стандартную процедуру отбора кандидатов на вакансии, продолжили работу. Однако исследователи из российских институтов были отстранены от участия в экспериментах из-за санкций | [ 137 ]         |
| Центр по исследованию ионов и антипротонов                                                                              | Международная конвенция и соглашение о партнерстве с Росатомом сохранили силу после вторжения, однако контракты с российскими предприятиями были расторгнуты в соответствии с санкциями ЕС | [ 137 ]         |
| Закон и право | |                 |
| Международный суд ООН                                                                                                   | Представитель России впервые, с 1946 года, не был переизбран в состав | [ 51 ]          |
| Экономика и энергетика                                                                                                  | |                 |
| Мировая металлургическая ассоциация                                                                                     | Исключение российских металлургов из своей деятельности | [ 138 ]         |
| Новый банк развития | Приостановка новых операций в России | [ 139 ]         |

## Дипломатический бойкот
В ответ на вторжение Россия была подвергнута дипломатическому бойкоту. Сотни российских дипломатов были подвергнуты высылке, последовало закрытие дипломатических представительств, некоторые государства полностью разорвали дипломатические отношения с Россией, а часть — их понизила. В ответ на действия российской армии рядом органиций и государств Россия была признана террористическим государством.
| Название государства/организации                      | Ограничение дипломатических отношений и контактов | Действия по отношению к российским представительствам | Действия по отношению к своим представительствам в России | Высылка и другие действия по отношению к российским дипломатам |
| ----------------------------------------------------- | --- | --- | --- | --- |
| Всемирная организация здравоохранения                 | — | — | Закрылся Европейский офис ВОЗ по профилактике и борьбе с неинфекционными заболеваниями, расположенный в Москве. | — |
| Европейский банк реконструкции и развития             | — | — | Закрылось представительство в Москве. | — |
| Европейский союз                                      | Признание террористическим государством | Европейский парламент запретил российским дипломатам и госслужащим вход в свои резиденции в Брюсселе и Страсбурге, а также доступ российских лоббистов в свои помещения. Европейский совет и Европейская комиссия «дали указания больше не принимать людей, которые представляют интересы России». | — | апрель 2022 — 19 сотрудников постпредства России при Евросоюзе |
| Международный валютный фонд                           | — | — | — | март 2022 — лишил российского представителя Алексея Можина статуса дуайена |
| НАТО                                                  | Признание террористическим государством | — | — | — |
| Организация по безопасности и сотрудничеству в Европе | Признание России спонсором терроризма, Белоруссии — её сообщником. | — | — | — |
| Организация экономического сотрудничества и развития  | — | — | Закрылся офис в Москве. | — |
| Совет Европы                                          | Признание террористическим государством | — | — | — |
| Австралия                                             | — | Остановила строительство нового посольства России в непосредственной близости от здания парламента в Канберре. Власти Канберры расторгли договор с российским посольством об аренде участка под планируемое новое посольство. | — | февраль 2023 — неназванное количество дипломатов |
| Австрия                                               | — | — | — | апрель 2022 — 4 дипломата; февраль 2023 — 4 дипломата; март 2024 — 2 дипломата |
| Азербайджан                                           | — | Прекратил деятельность Российский центр культуры и науки «Русский дом» Россотрудничества в Баку | — | — |
| Бельгия                                               | — | Закрылось генеральное консульство в Антверпене | Закрылось генеральное консульство в Санкт-Петербурге. | март 2022 — 21 дипломат; первые месяцы 2024 — дестяки дипломатов |
| Болгария                                              | — | Закрылись: - генеральное коснульство в Варне; - генеральное коснульство в Русе; - консульская служба посольства России в Болгарии; - подворье Русской православной церкви в Софии. | Закрылось консульство в Екатеринбурге | начало марта 2022 — 2 дипломата; 18 марта 2022 — 10 дипломатов; апрель 2022 — 1 дипломат; июнь 2022 — 70 дипломатов и представителей технического персонала посольства; сентябрь 2023 — настоятель и 2 служителя подворья РПЦ в Софии |
| Великобритания                                        | — | Лишила дипломатического статуса некоторые связанные с Россией объекты недвижимости. Запретила послу России в Великобритании Андрею Келину, всем другим аккредитованным российским дипломатам и официальным лицам в Великобритании посещать здание парламента в Вестминстере. | — | май 2024 — военный атташе март 2025 — 1 дипломат |
| Гватемала                                             | — | — | Отозвала своего посла из России | — |
| Германия                                              | — | Закрылись: - генеральное консульство в Гамбурге; - генеральное консульство в Лейпциге; - генеральное консульство в Мюнхене; - генеральное консульство в Франкфурте-на-Майне. Были заморожены активы Российского дома науки и культуры. | Закрылись: - генеральное консульство Калининграде; - генеральное консульство в Екатеринбурге; - генеральное консульство в Новосибирске; - филиал Фонда Фридриха Науманна за свободу (аффилирован с СвДП); - филиал Фонда имени Фридриха Эберта и его представительство в Санкт-Петербурге (аффилированы с СДПГ); - представительство Фонда имени Конрада Аденауэра и его филиал в Москве (аффилированы с ХДС); - филиал Фонда Ханнса Зейделя (аффилирован с ХСС); - филиал Фонда Розы Люксембург (аффилирован с партией «Левая»); - филиал Фонда имени Генриха Бёлля (аффилирован с партией «Союз 90 / Зелёные»); - представительство Немецкого научно-исследовательского общества. | апрель 2022 — 40 дипломатов |
| Греция                                                | — | — | Закрылось генеральное консульство в Москве | апрель 2022 — 12 дипломатов |
| Дания                                                 | — | Закрылся консульский отдел посольства России в Дании | — | апрель 2022 — 15 дипломатов; сентябрь 2023 — персонал посольства сокращён до 5 дипломатов и 20 административно-технических сотрудников |
| Ирландия                                              | — | — | — | март 2022 — 4 дипломата февраль 2024 — запретила замену российского дипломатического персонала, в результате чего его количество сократилось с 30 до 14 человек. |
| Исландия                                              | Понижение уровня дипломатических отношений Ограничение общения, сотрудничества и встреч с представителями российских властей — двусторонних, региональных и многосторонних | Потребовала от России ограничить своё дипломатическое присутствие в Рейкьявике. | Закрылось посольство в России. | — |
| Испания                                               | — | — | — | апрель 2022 — 25 дипломатов |
| Италия                                                | — | — | — | апрель 2022 — 30 дипломатов |
| Латвия                                                | Понижение уровня дипломатических отношений Признание террористическим государством | Закрылись: - генеральное консульство в Даугавпилсе; - генеральное консульство в Лиепае. Национализировала и выставила на продажу культурно-деловой центр «Дом Москвы» в Риге | Закрылись: - генеральное консульство в Санкт-Петербурге; - консульство в Пскове; - канцелярия посольства Латвии в Калининграде; - внешнеэкономическое представительство Латвийского агентства инвестиций и развития в Москве. | март 2022 — 3 дипломата; апрель 2022 — 13 дипломатов; февраль 2023 — посол; март 2024 — 1 дипломат |
| Литва                                                 | Понижение уровня дипломатических отношений Признание террористическим государством | Закрылось консульство в Клайпеде. Приняла решение снести культурно-деловой центр «Дом Москвы» в Вильнюсе. | Закрылись: - консульство в Санкт-Петербурге; - представительства Литовских железных дорог России и Белоруссии. | март 2022 — 4 дипломата; апрель 2022 — посол; октябрь 2022 — временный повреренный в делах; декабрь 2022 — 1 дипломат |
| Люксембург                                            | — | — | — | апрель 2022 — 1 дипломат |
| Мальта                                                | — | — | — | апрель 2022 — заморозила ожидающий рассмотрения запрос России о размещении большего дипломатического персонала |
| Молдова                                               | — | Закрылся Российский центр культуры и науки «Русский дом» Россотрудничества в Кишинёве | — | октябрь 2022 — 1 дипломат; август 2023 — 22 дипломата и 23 сотрудника техперсонала посольства с семьями; март 2024 — 1 дипломат; август 2024 — 1 дипломат; март 2025 — отказ от приёма верительных грамот посла; март 2025 — 3 дипломата |
| Нидерланды                                            | Признание террористическим государством | Закрылось торговое представительство России в Амстердаме. | Посольство Нидерландов в России частично приостановило работу, а генеральное консульство в Санкт-Петербурге прекратило её полностью. | март 2022 — 17 дипломатов; февраль 2023 — 17 дипломатов |
| Новая Зеландия                                        | Приостановка дипломатических контактов на высшем уровне | — | — | — |
| Норвегия                                              | — | — | Закрылось генеральное консульство в Мурманске. | апрель 2022 — 3 дипломата; апрель 2023 — 15 дипломатов; октябрь 2024 — потребовала сократить штат дипломатов в консульском отделе посольства РФ до 2, в составе генерального консульства на Шпицбергене — до 1 |
| Польша                                                | Отказ от участия во встречах с участием официальных представителей России или Белоруссии Признание террористическим государством | Закрылись: - генеральное консульство в Познани; - генеральное консульство в Кракове. Изъяла два здания в Варшаве, находившихся в пользовании российского посольства, а также базу отдыха на Зегжинском водохранилище в Скубянке под Варшавой, которая несколько десятилетий находилась в аренде у российского посольства. Мэрия Варшавы изъяла школу при Посольстве РФ в пользу государства.                    | Закрылись: - генеральное консульство в Санкт-Петербурге; - консульство в Калининграде; - консульское агентство в Смоленске; - представительство «Вспульноты польской». | март 2022 — 45 дипломатов; май 2024 — сотрудникам посольства России в Варшаве запретили выезжать за пределы Мазовецкого воеводства, где расположена польская столица, а сотрудникам консульств в других городах — за пределы соответствующих воеводств; октябрь 2024 — 3 дипломата, 5 административно-технических сотрудника, 2 сотрудника, которых должны были аккредитовать |
| Португалия                                            | — | — | — | апрель 2022 — 10 дипломатов |
| Румыния                                               | — | Приостановил деятельность Российский центр культуры и науки «Русский дом» Россотрудничества в Бухаресте. | — | апрель 2022 — 10 дипломатов; июнь 2023 — 21 дипломат и 30 технических и административных сотрудников; май 2024 — 1 дипломат; март 2025 — военный атташе и его заместитель |
| Северная Македония                                    | — | Отозвала согласие на работу почетного консула России в Битоле. Приостановил деятельность Российский центр культуры и науки «Русский дом» Россотрудничества в Скопье. | — | март 2022 — 5 дипломатов; апрель 2022 — 6 дипломатов сентябрь 2023 — 3 дипломата |
| Словакия                                              | Признание террористическим государством | Приостановил деятельность Российский центр культуры и науки «Русский дом» Россотрудничества в Братиславе. | Закрылось генеральное консульство в Санкт-Петербурге | 14 марта 2022 — 3 дипломата; 30 марта 2022 — 35 дипломатов; сентябрь 2023 — 1 дипломат |
| Словения                                              | — | Приостановил деятельность Российский центр культуры и науки «Русский дом» Россотрудничества в Любляне. | — | апрель 2022 — 33 дипломата; март 2024 — 1 дипломат |
| США                                                   | Признание России государством, проводящим «политику или практику» торговли людьми, принудительного труда или тех, чьи силы безопасности или поддерживаемые правительством вооруженные группы вербуют или используют детей в качестве солдат, а Белоруссии — «государством-спонсором» торговли людьми | Закрылись отделения российского визового центра в Вашингтоне и Нью-Йорке. | Закрылось представительство Института международного образования. | февраль 2022 — 12 дипломатов при ООН; октябрь 2023 — 2 дипломата; июнь 2024 — лишение российских дипломатов карт освобождения от налогов |
| Украина                                               | Разрыв дипломатических отношений Признание террористическим государством | Киевский городской совет разорвал договор аренды земли с посольством России. Аннулировала экзекватуру почётного консула Белоруссии во Львове | Отозвала своего посла из Белоруссии | март 2022 — разрешила работать не более чем 5 сотрудникам в посольстве Белоруссии и ограничила их передвижение зоной в пределах 40 километров от центра Киева |
| Федеративные Штаты Микронезии                         | Разрыв дипломатических отношений | — | — | — |
| Финляндия                                             | — | Закрылись: - генеральное консульство в Турку; - консульство в Лаппеэнранте. Власти Турку лишили Генеральное консульство России права использования здания церкви, расположенного в городе, и согласовали снос бывшего здания российского консульства. Судебные приставы в Финляндии арестовали в общей сложности около 40 объектов, принадлежащих России, в Хельсинки, Турку, Киркконумми, Сиунтио и Сальтвике. | Закрылись: - генеральное консульство в Санкт-Петербурге; - отделение генерального консульства в Петрозаводске; - отделение генерального консульства в Мурманске. | апрель 2022 — 2 дипломата; июнь 2023 — 9 дипломатов |
| Франция                                               | — | Ограничила доступ в «военные помещения» гражданам РФ, включая Венсенский замок. Заморозила счета Российского центра культуры и науки «Русский дом» Россотрудничества в Париже. | — | 4 апреля 2022 — 35 дипломатов; 11 апреля 2022 — 6 дипломатов |
| Хорватия                                              | — | Приостановил деятельность Российский центр культуры и науки «Русский дом» Россотрудничества в Загребе. | — | апрель 2022 — 18 дипломатов и 6 сотрудников посольства без дипломатического статуса |
| Черногория                                            | — | Закрылся консульский отдел посольства России в Черногории. | — | март 2022 — 1 дипломат; апрель 2022 — 4 дипломата; август 2022 — 1 дипломат; сентябрь 2022 — 6 дипломатов |
| Чехия                                                 | Признание террористическим государством | Закрылись: - консульство в Карловых Варах; - консульство в Брно. Отменила передачу в безвозмездное пользование России 59 земельных участков в Праге, Брно, Карловых Варах, Влканчицах и Еванах. Заморозила все активы ФГУП «Госзагрансобственность» в Чехии, размещенные преимущественно в Праге и Карловых Варах, и перенаправила прибыль от оренды данной недвижимости на недоступный для России счет.        | Отозвала своих послов из России и Белоруссии Закрылись: - консульство в Санкт-Петербурге; - консульство в Екатеринбурге. | март 2022 — 1 дипломат август 2024 — настоятель подворья РПЦ в Карловых Варах |
| Швеция                                                | — | Закрылось генеральное консульство в Гётеборге. | Закрылось генеральное консульство в Санкт-Петербурге. | апрель 2022 — 3 дипломата; апрель 2023 — 5 дипломатов |
| Эстония                                               | Понижение уровня дипломатических отношений Признание террористическим государством | Закрылись: - генеральное консульство в Нарве; - канцелярию консульского отдела посольства России в Эстонии в Тарту. | Закрылись: - генеральное консульство в Санкт-Петербурге; - канцелярия генерального консульства в Пскове. | март 2022 — 3 дипломата; апрель 2022 — 7 дипломатов и 7 сотрудников посольства без дипломатического статуса; февраль 2023 — 13 дипломатов и 8 сотрудников посольства без дипломатического статуса; март 2023 — 1 дипломат; февраль 2024 — глава ЭПЦ МП митрополит Таллинский и всея Эстонии Евгений (Решетников); март 2024 — 1 дипломат                                      |
| ЮАР                                                   | — | Власти Западно-Капской провинции запретили сотрудникам посольства и консульства России участвовать в мероприятиях и встречах, организованных правительством провинции. Также они запретили своим чиновникам посещать какие-либо мероприятия или встречи, организованные посольством России или любым из её консульств.                                                                                          | — | — |
| Япония                                                | — | — | — | апрель 2022 — 8 дипломатов; октябрь 2022 — консул в Саппоро |
| Низариты                                              | — | — | Закрылось представительство фонда Ага Хана. | — |

## Кризис международных платформ, организованных Россией
Последствием вторжения стал кризис в ряде международных организаций, где доминирующиее положение занимала сама Россия. Ряд государств заявил о выходе из них:
| Организации                                                           | Государства, которые вышли |
| --------------------------------------------------------------------- | --- |
| Межгосударственный совет по стандартизации, метрологии и сертификации | Украина |
| Межгосударственная телерадиокомпания «Мир»                            | Молдова |
| Международный банк экономического сотрудничества                      | Болгария, Польша, Румыния, Словакия, Чехия |
| Международный инвестиционный банк                                     | Болгария, Венгрия, Румыния, Словакия, Чехия |
| Международный центр научной и технической информации                  | Польша, Украина |
| Межпарламентская ассамблея СНГ                                        | Молдова, Украина |
| Объединённый институт ядерных исследований                            | Польша, Молдова, Украина, Чехия; Болгария (приостановка участия), Румыния (приостановка участия), Словакия (приостановка участия); ЦЕРН (приостановка научных контактов) |
| Организация Договора о коллективной безопасности                      | Армения (заморозка участия и отказ от финансирования) |
| Электрическое кольцо Белоруссии, России, Эстонии, Латвии и Литвы      | Латвия, Литва, Эстония |